# Fascículo posterior (plexo braquial)
El fascículo posterior es el nombre que recibe una de las divisiones del plexo braquial y está conformado por nervios provenientes de todas las ramas o troncos del plexo braquial.  Anatómicamente se ubica detrás de la arteria axilar ocupando un ángulo que tiende a formar la arteria con la primera costilla. Las ramas provenientes del fascículo posterior comienzan a desprenderse a nivel de la articulación del hombro.

## Trayecto
El fascículo posterior del plexo braquial produce los siguientes nervios:
| Nervio                       | Ramas     | Inervación                                                                                                  |
| Nervio subescapular superior | C5-C6     | Músculo subescapular del manguito rotador                                                                   |
| Nervio subescapular inferior | C5-C6     | Redondo mayor                                                                                               |
| Nervio toracodorsal          | C6-C8     | Músculo dorsal ancho                                                                                        |
| Nervio circunflejo           | C5-C6     | Sensación del hombro y motor del músculo deltoides y redondo menor                                          |
| Nervio radial                | C5-C8, T1 | Tríceps braquial, el supinador largo y extensores de los dedos y la muñeca (primer y segundo radial externo |